# William C. Wampler

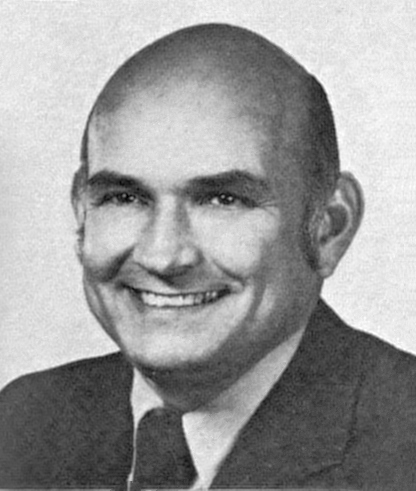
William C. Wampler, 1975

William Creed Wampler (* 21. April 1926 in Pennington Gap, Lee County, Virginia; † 23. Mai 2012 in Bristol, Virginia) war ein US-amerikanischer Politiker. Zwischen 1953 und 1955 sowie nochmals von 1967 bis 1983 vertrat er den Bundesstaat Virginia im US-Repräsentantenhaus.

## Werdegang
William Wampler besuchte die öffentlichen Schulen seiner Heimat. Zwischen 1943 und 1945 diente er während des Zweiten Weltkrieges in der US Navy. Danach gehörte er der Reserve der Marine an. Außerdem setzte er seine eigene Ausbildung bis 1948 am Virginia Polytechnic Institute in Blacksburg fort. Anschließend studierte er bis 1950 an der University of Virginia Jura. Anfang der 1950er Jahre arbeitete Wampler als Journalist und Zeitungsverleger bei verschiedenen Zeitungen. Außerdem gehörte er dem Leitungsgremium des Emory and Henry College an. Politisch schloss sich Wampler der Republikanischen Partei an. Im Jahr 1948 war er Wahlkampfmanager im neunten Kongresswahlbezirk seines Staates; 1950 leitete er die republikanische Nachwuchsorganisation in Virginia.
Bei den Kongresswahlen des Jahres 1952 wurde Wampler im neunten Wahlbezirk von Virginia in das US-Repräsentantenhaus in Washington, D.C. gewählt, wo er am 3. Januar 1953 die Nachfolge von Thomas B. Fugate antrat. Da er im Jahr 1954 nicht bestätigt wurde, konnte er bis zum 3. Januar 1955 zunächst nur eine Legislaturperiode im Kongress absolvieren. In den Jahren 1955 und 1956 arbeitete er für die United States Atomic Energy Commission. 1956 bewarb sich Wampler erfolglos um die Rückkehr in den Kongress. Zwischen 1957 und 1960 war er Vizepräsident und Geschäftsführer der Firma Wampler Brothers Furniture Co. Danach übte er die gleichen Funktionen bis 1966 bei der Firma Wampler Carpet Co. aus.
Bei den Kongresswahlen des Jahres 1966 wurde Wampler erneut im neunten Distrikt seines Staates in das US-Repräsentantenhaus gewählt, wo er am 3. Januar 1967 Pat Jennings ablöste, der 1955 sein Nachfolger geworden war. Nach sieben Wiederwahlen konnte er bis zum 3. Januar 1983 acht weitere Legislaturperioden absolvieren. In dieser Zeit endeten der Vietnamkrieg und die Bürgerrechtsbewegung; 1974 überschattete die Watergate-Affäre die Arbeit des Kongresses. Im Jahr 1982 wurde William Wampler nicht wiedergewählt. Er starb am 23. Mai 2012 in Bristol. Sein gleichnamiger Sohn William saß zwischen 1988 und 2012 im Senat von Virginia.